# (1095) Tulipa
(1095) Tulipa – planetoida z pasa głównego asteroid okrążająca Słońce w ciągu 5 lat i 95 dni w średniej odległości 3,02 au. Została odkryta 14 kwietnia 1926 roku w Landessternwarte Heidelberg-Königstuhl w Heidelbergu przez Karla Reinmutha. Nazwa planetoidy pochodzi od łacińskiej nazwy kwiatu tulipan. Przed nadaniem nazwy planetoida nosiła oznaczenie tymczasowe (1095) 1926 GS.